# 세레스 (선녀전설 세레스)
세레스(セレス)는 선녀전설 세레스에 나오는 등장인물이다. 성우는 이와오 쥰코(일)/문선희(한)

## 소개
또 다른 인격의 미카게 아야. 원래 하늘에서 내려온 천녀였으나, 자신을 욕보이고 아이를 낳게 한 미카게 일족을 증오한다. 날개옷을 돌려받는 것이 목적이다. 아야의 오빠인 아키가 그 남자의 환생이라는 것을 알게 되자 목숨을 노리게 된다. 미카게 가문 이외의 사람에게는 상냥하다. 사실 전 남편인 시조 미카기에게 날개옷을 빼앗긴 뒤 남편을 죽인 뒤 날개옷을 찾으러 다니다가 얼마 안 가 사망한다. 그 날개옷인 마나는 토야로 다시 태어나게 된다. 마지막에는 토야한테서 마나를 받은 뒤 완전한 선녀로 각성하여 아야의 오빠인 아키와 시조 미카게를 함께 죽인 뒤 하늘나라로 가 미카기와 화해를 하고 미카기와 함께 영원한 잠에 빠진다.